# Bug (râu)
Râul Bug sau Bugul de Vest (poloneză : Bug, ucraineană : Західний Буг (Zahidnii Bug), belarusă : Захо́дні Буг (Zahodni Bug); rusă : Западный Буг (Zapadnîi Bug)) este un fluviu major european, ce curge prin trei țări, și are o lungime totală de 830 km.
Râul Bug izvorăște din Podișul Podoliei (Ucraina), în apropiere de orașul Ternopil și se îndreaptă spre nord, vărsându-se, pe dreapta, în Vistula, pe teritoriul Poloniei, la nord de Varșovia. Râul Bug creează granița dintre cele două state pe o lungime de 300 km. Cea mai mare parte a cursului (mijlociu și inferior) se desfășoară în regiunea de câmpie. În apropiere de orașul Brest, prin afluentul de pe dreapta, Muciaveț, râul Bug a fost legat printr-un canal, numit "Nipru-Bug", de Pina, afluentul Prîpeatului, și Prîpeat, la rândul lui, afluent al Niprului. O altă legătură hidrografică este aceea dintre Narew, afluentul Bugului, și Biebrza, ambele din Polonia, cu râul Neman și mai departe cu Marea Baltică. Întâlnește râul Narew la Serock, la câțiva kilometri în amonte de lacul artificial Zegrze. Partea din Narew între confluența cu râul Vistula este uneori menționată ca Bugo-Narew, dar la 27 decembrie 1962, prim-ministru al actului Poloniei a abolit numele "Bugo-Narew", la scurt timp după ce a fost construit lacul Zegrze.
Bugul se alimentează din ploi și zăpezi, având ape mari în martie-aprilie și ape mici în septembrie. Datorită climatului temperat-continental, ușor moderat, râul Bug îngheață la sfârșitul lui decembrie și se dezgheață în a doua jumătate a lunii martie, Bugul este navigabil pe 315 km², începând de la vărsarea lui în Vistula spre amonte.
Râul Bug este un fluviu european important care își are cursul prin trei țări cu o lungime totală de 830 km. Acesta face parte din frontierele între Ucraina și Polonia
185 km și între Belarus și Polonia 178 km Suprafața bazinului său este de 39.420 km², din care în Polonia 19.284 km². Debitul mediu în aval este de 158 m³/s. Este al patrulea râu ca mărime din Polonia.
Clima din bazinul Bug este temperată.
Bazinul experimentează nivel anual de apă în timpul inundațiilor de primăvară din cauza decongelării zăpezilor, după care are loc un flux redus care are loc în octombrie sau mijlocul lunii noiembrie. Inundațiile ocazionale din vară apar de multe ori în promontorii, unde munții influențează condițiile de blitz inundațiilor favorabile. Toamna, creșterile nivelului de apă sunt neglijabile iar în alți ani ele nu apar deloc. Nivelurile de apă rezultate sunt instabile din cauza instabilității de acoperire cu gheață.
Inundații semnificative în ultimii 50 ani în Belarus au fost înregistrate în: 1958, 1962, 1967, 1971 și 1974. Cea mai mare inundație de primăvară a fost observată în 1979, când cea mai mare deversare de apă a fost de 19,1 m3/s (24/III/1979) în satul Cersk, 166 m3/s în apropierea satului Tyuhinici (râul Lesnaya, 31/III/1979) și 269 m3/s lângă Brest (1/IV/1979). O inundație similară de primăvară a avut loc în 1999, când în perioada martie-mai a fost depășită valoarea medie anuală de 48%. Ultima dată Bug a inundat Polonia și Ucraina în 2010, iar ultima dată când a inundat în Belarus a fost în anul 1999.
Acesta este legat de Nipru via Muhaveț, un afluent bancar de dreapta, de către canalul Nipru-Bug.
Pe râul Bug, la câțiva kilometri de la Vysokaye în districtul Kameneț din regiunea Brest, este cel mai vestic punct din Belarus.
În mod tradițional, Bugul a fost, de asemenea, de multe ori considerat granița religioasă dintre ortodocși și catolici. Bugul a fost linia de demarcație între Germania și Rusia, forțele urmărind invazia Poloniei în Al Doilea Război Mondial.

## Afluenți

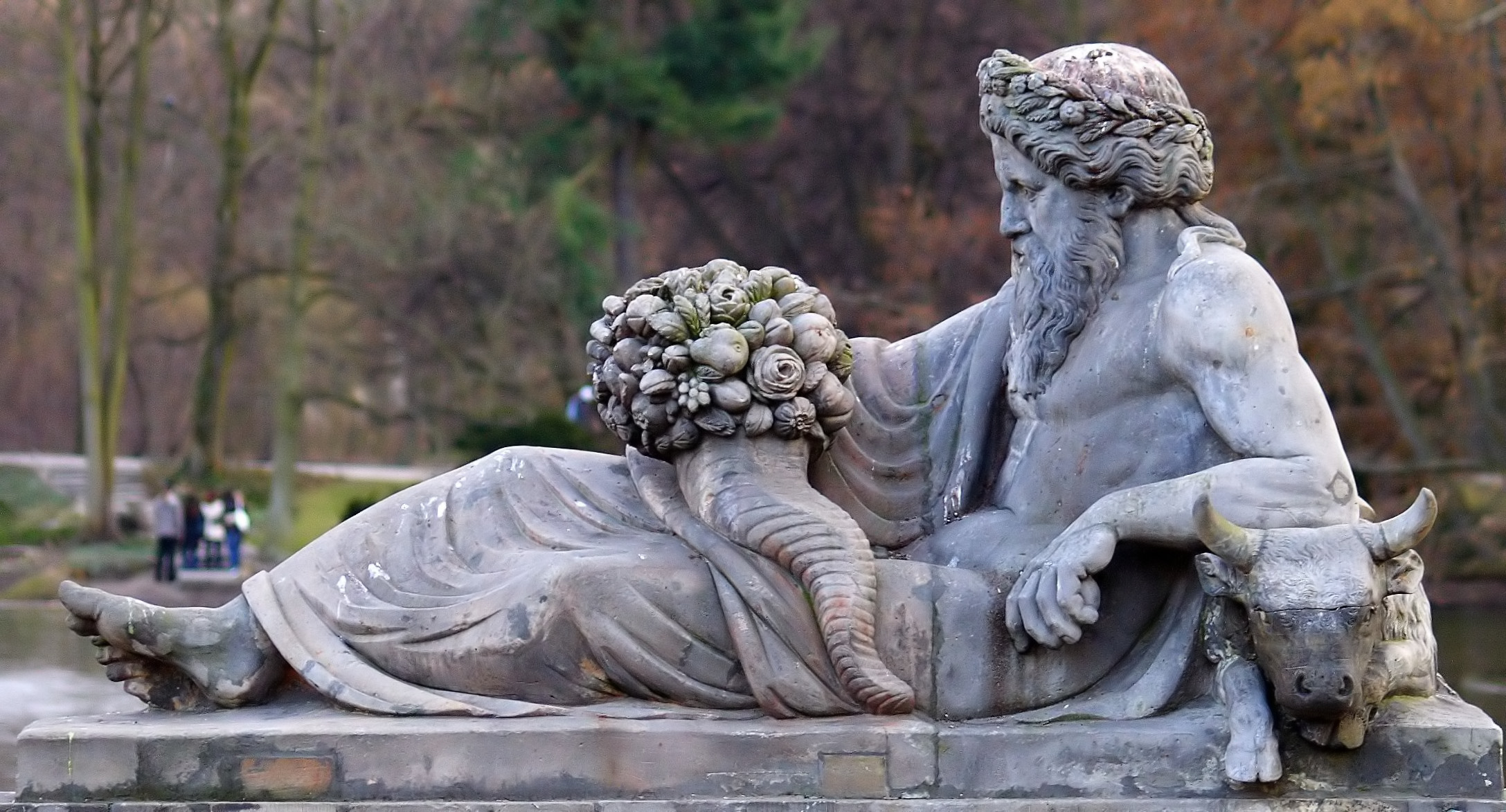
Alegoria fluviului Bug – statuie a lui Ludwik Kaufmann din 1855, de pe terasa Palatului de pe Insula Łazienki, din Varșovia

- Afluenți de stânga
  - Poltva
  - Bukowa
  - Huczwa
  - Uherka
  - Włodawka
  - Krzna
  - Toczna
  - Liwiec
  - Kałamanka
  - Janów Podlaski
  - Uherka

- Afluenți de dreapta
  - Sołokija
  - Ług
  - Mukhavets
  - Leśna (Leśna Prawa, Leśna Lewa)
  - Nurzec
  - Brok
  - Warenzhanka

## Ecologie
Arțarul american (Acer negundo) sau arțarul de cenușă este o specie periculoasă invazivă, care poate îndepărta speciile native din comunitățile de plante naturale și cultivate într-o perioadă scurtă de timp. În zonele scăldate de apele râurilor Bug, Muhaveț, Prîpeat și altele, arțarul de cenușă formează în prezent comunități de plante monodominante, suprimând complet alți concurenți.

## Galerie foto

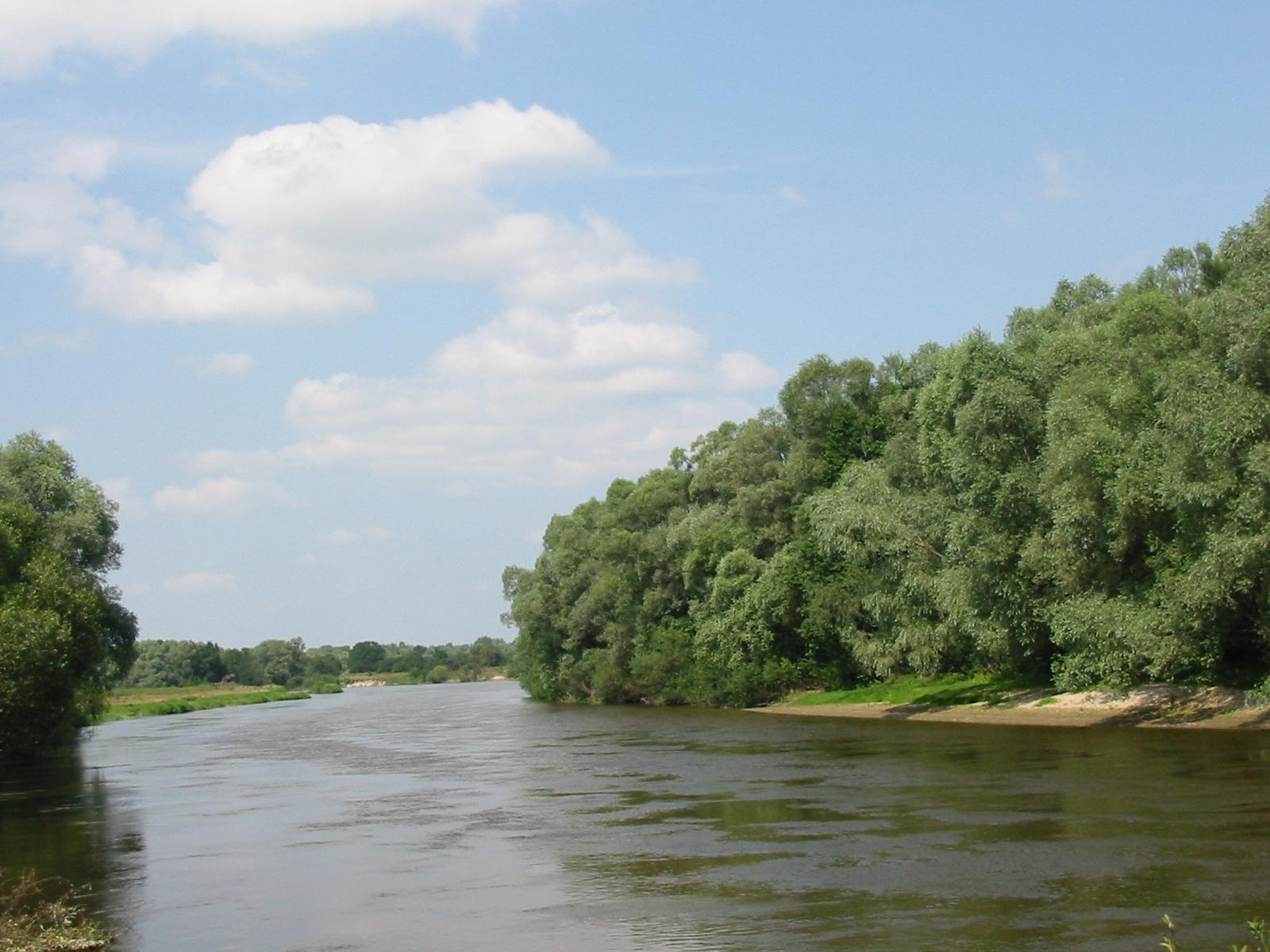
Fluviul Bug de lângă Włodawa
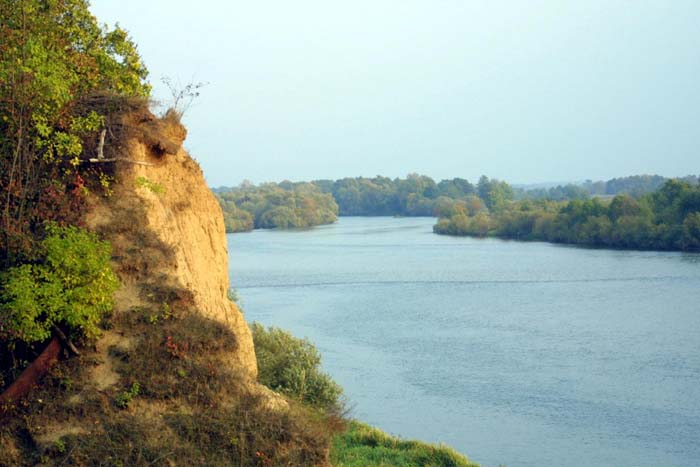
Fluviul Bug de lângă Nur
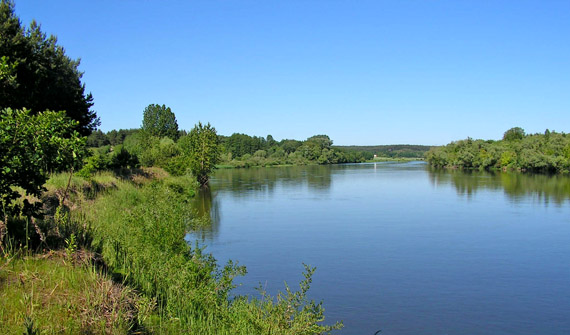
Fluviul Bug de lângă Drohiczyn
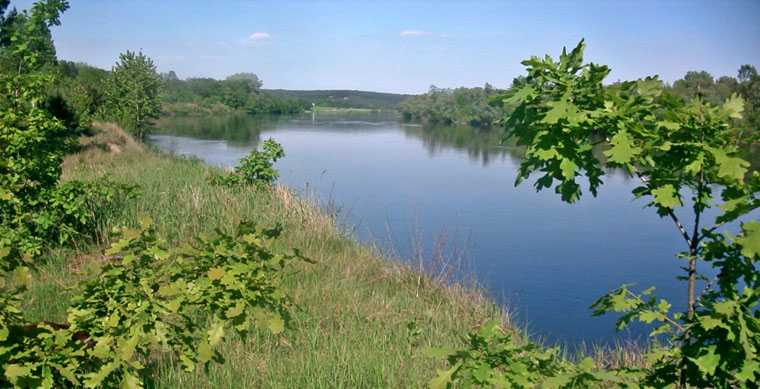
Panoramă a fluviului Bug în apropiere de Nadbużański
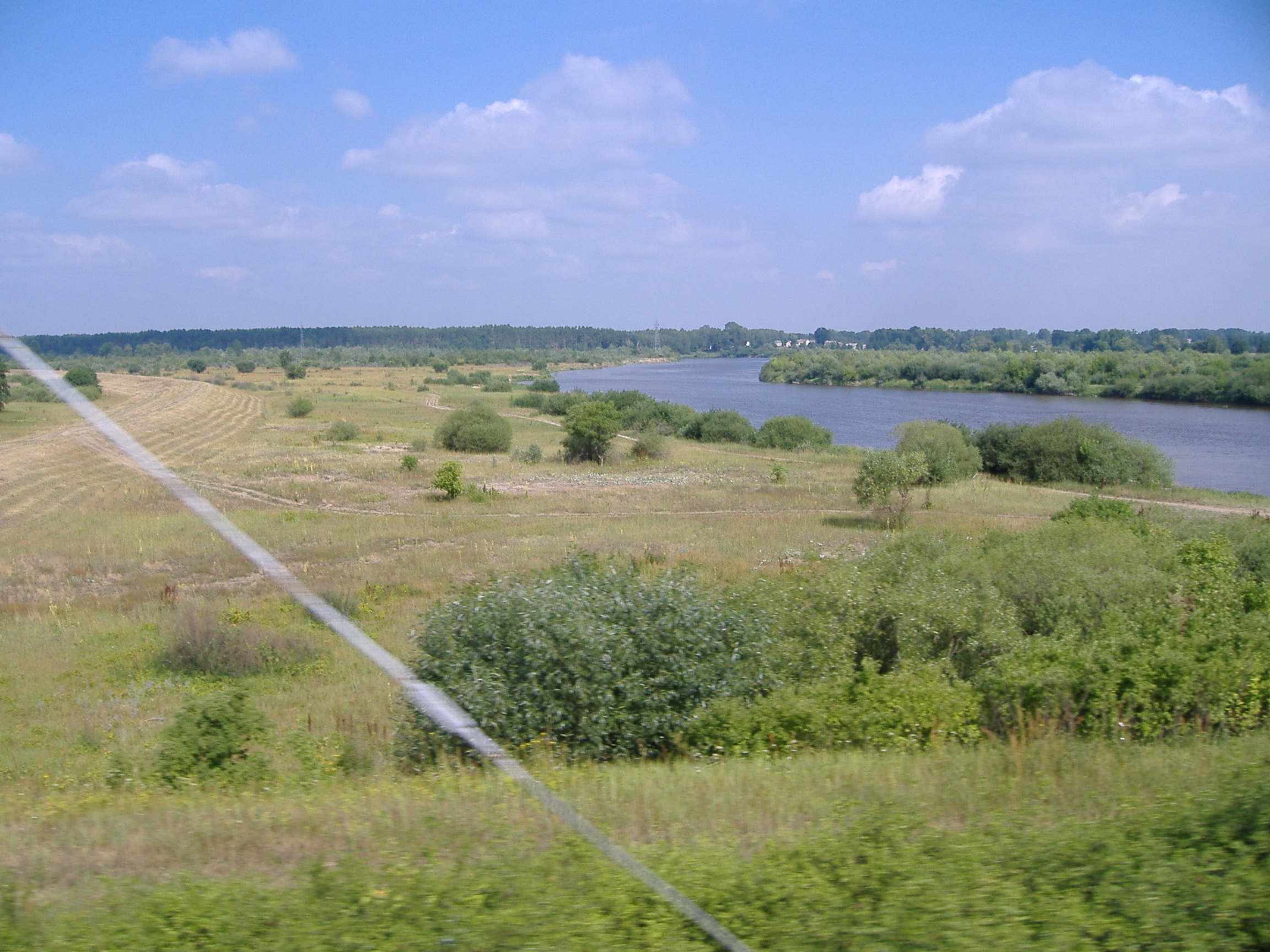
Fluviul Bug de lângă Małkinia Górna
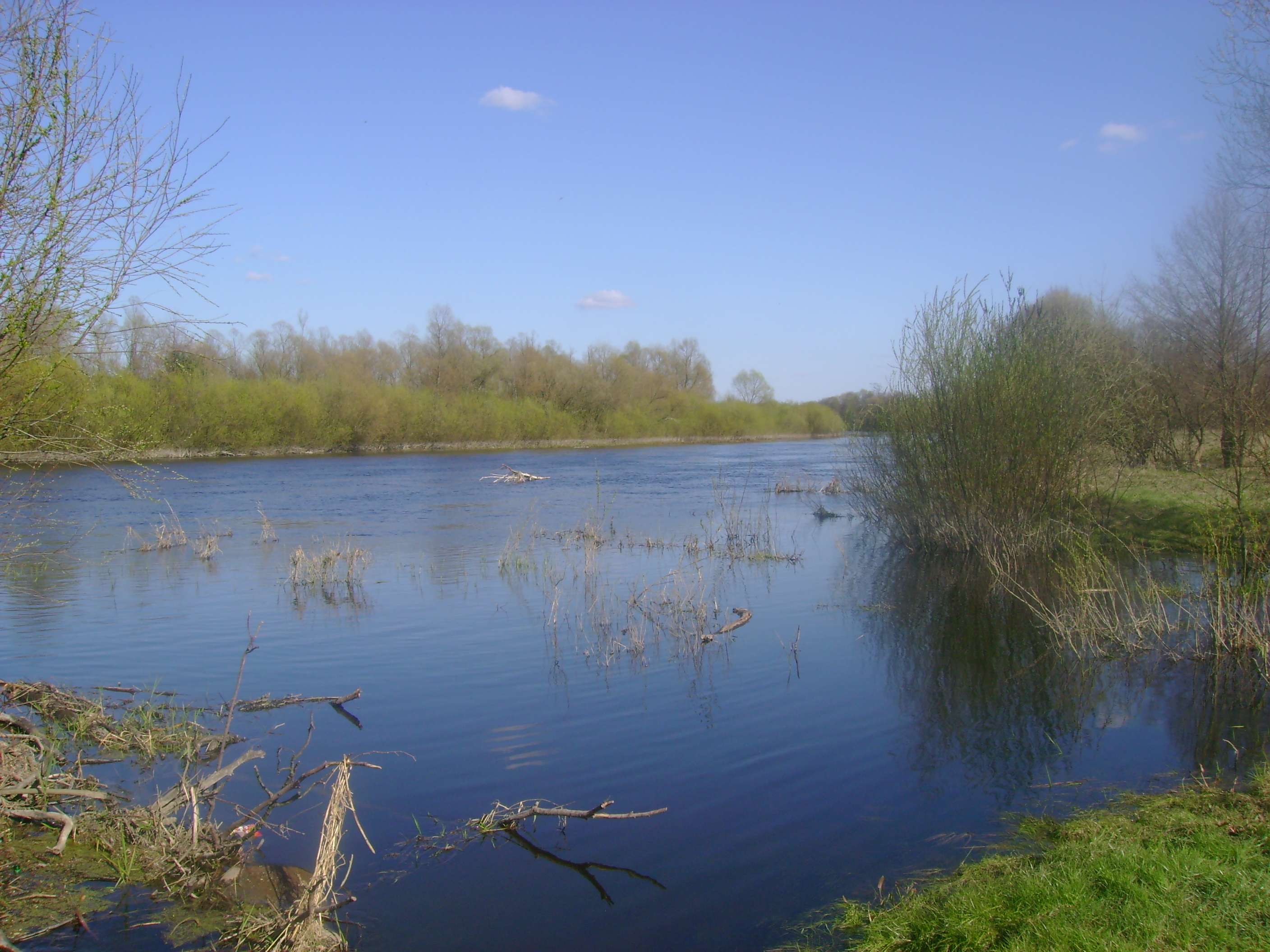
Fluviul Bug de lângă Serpelice